# Iserlohner Tabakdosen

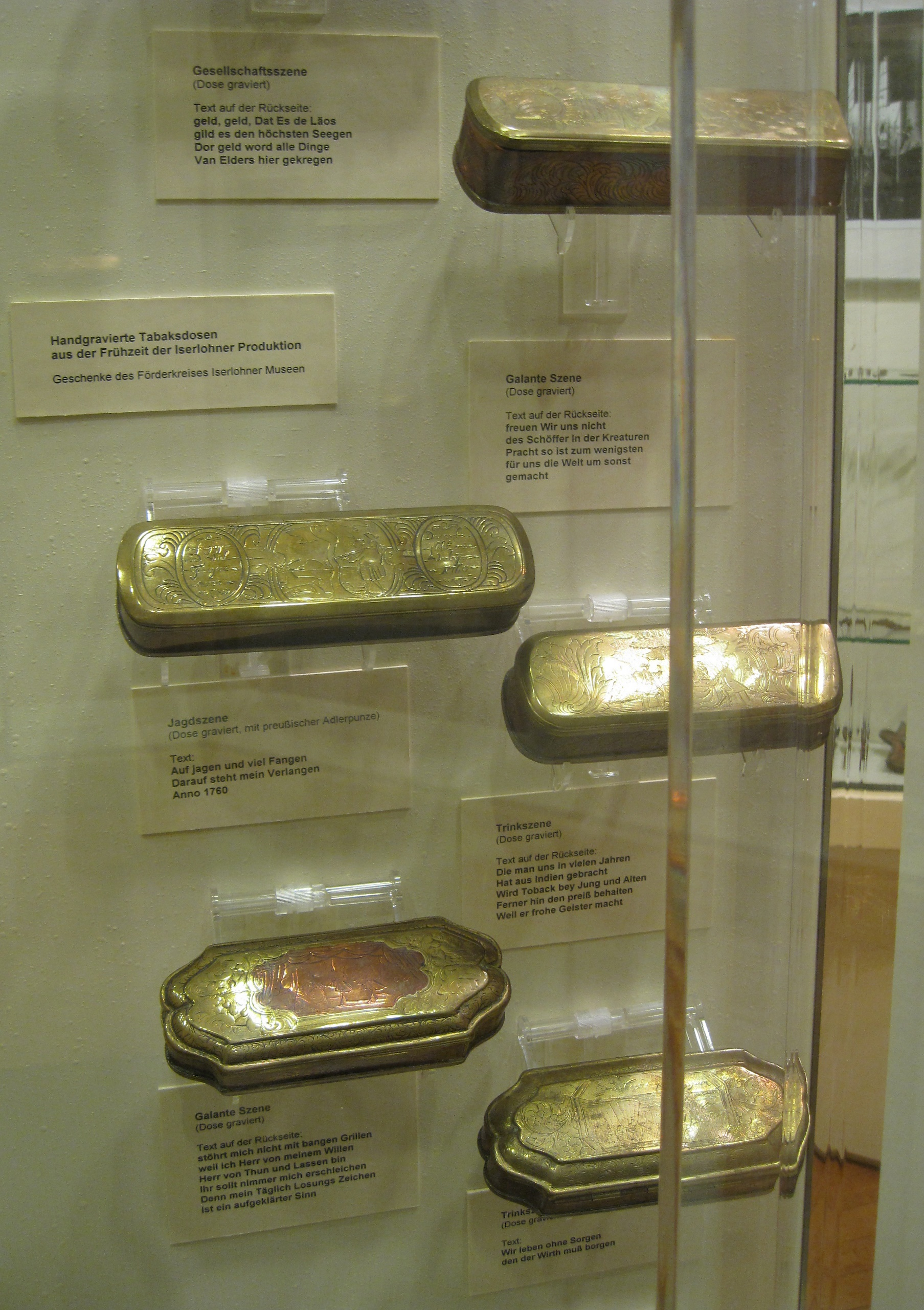
Handgravierte Tabakdosen aus der Frühzeit der Iserlohner Fabrikation im Stadtmuseum Iserlohn.

Die Iserlohner Tabakdosen aus Iserlohn und Umgebung waren eine spezialisierte Form der örtlichen Messingwarenherstellung. Den Höhepunkt ihrer Bedeutung hatten sie im 18. Jahrhundert und insbesondere im Rahmen der preußischen Kriegspropaganda während des Siebenjährigen Krieges.

## Allgemeines
Seit dem 17. Jahrhundert existierte auf Basis des regionalen Galmeibergbaus die Herstellung von Messingprodukten in Iserlohn und der näheren Umgebung. Dazu zählt auch die Herstellung von Tabakdosen. Anfangs orientierte man sich dabei noch an Vorbildern aus den Niederlanden. 

Die Dosen wurden zunächst als teure Einzelstücke noch per Hand graviert, ehe sich ab 1754 die Prägetechnik mit Stahlmatrizen durchsetzte, was zur Herstellung größerer Stückzahlen führte. Diese technische Innovation führte dazu, dass die weiterhin von Hand hergestellten Tabakdosen aus den Niederlanden vom Markt verdrängt wurden. Die Wandung bestand häufig aus Kupfer, während der Deckel aus Messing bestand. 

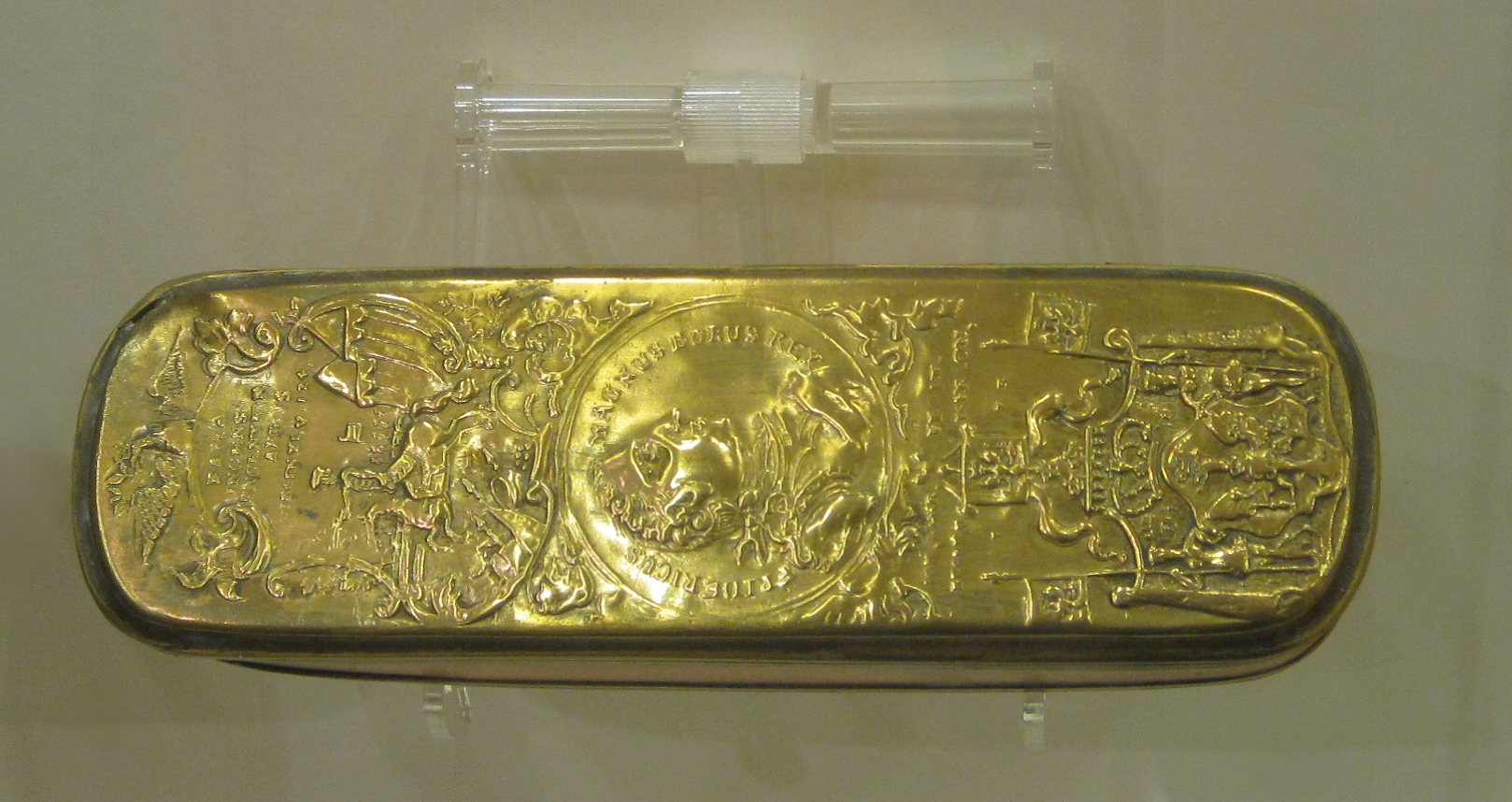
Geprägte Iserlohner Tabakdose mit Inschrift auf den Ruhm Friedrichs II.

 Als einer der Ersten stellte der Graveur Johann Heinrich Giese (1716–1761) Tabakdosen auf diese Weise her. Friedrich II. erteilte ihm dazu 1755 ein Monopol. Spätere Hersteller sind durch Signaturen auf den Produkten kenntlich. 
Die Motive der Dosen waren vielfältig. Es gab Dosen mit biblischen Szenen, Bildern von der Jagd oder aus dem Gesellschaftsleben. Es wurden Ansichten von Städten und vieles mehr eingeprägt.

## Dosen zur Kriegspropaganda
Vor allem während des Siebenjährigen Krieges wurden Kriegs- und Schlachtenszenen abgebildet. Damit reagierten die Produzenten auf die bislang ungewöhnlich starke patriotische Stimmung und Verehrung für Friedrich II. in Preußen und darüber hinaus. Vor allem die Siege der Preußen in den verschiedenen Schlachten wurden abgebildet. Bemerkenswerterweise fand die Produktion offenbar weitgehend ungehindert trotz der österreichischen Besetzung der Grafschaft Mark statt. Die relativ kostengünstigen Dosen fanden nicht nur in Preußen, sondern im ganzen Nordwesten des Deutschen Reiches bis hin in die Niederlande einen massenhaften Absatz. Friedrich II. verschenkte Tabakdosen als Ehrengeschenke.

## Ende und Nachwirken
Im weiteren Verlauf des 18. Jahrhunderts ließ die Herstellung der Tabakdosen nach. Die letzte nachweisbare Dose wurde 1777 hergestellt. Die Messingindustrie als solche existierte weiter. Heute werden Iserlohner Tabakdosen als Sammlerstücke gehandelt. Unter anderem im Stadtmuseum Iserlohn sind einige Exemplare ausgestellt.